# Prieuré Saint-Cosme de Chablis
Pour les articles homonymes, voir Saint-Cosme.
Le prieuré Saint-Cosme de Chablis est situé sur la commune de Chablis, dans le département de l'Yonne, en France.

## Description
C'est une bâtisse de style roman. Les premiers documents mentionnant Saint-Cosme sont deux actes relatant les visites du prévôt et des chanoines de l'abbaye Saint-Martin de Tours dont dépendait le prieuré Saint-Cosme de Chablis, en 1290 et 1298. La chapelle orientée est constituée d'un vaisseau unique terminé par un chevet à pans. Des voûtes de la chapelle se sont effondrées au XIXe siècle. Le portail roman de la façade ouest a disparu en 1927.

## Historique
Construit au XIIe siècle par les chanoines Prémontrés, le prieuré était à l’origine fortifié et protégé par des fossés. Une légende locale en fait un lieu de halte pour Jeanne d'arc un jour de février 1429 alors qu'elle était sur le parcours de Vaucouleurs à Chinon. Il est d’ailleurs rue Jeanne d’arc à Chablis. 
La ville de Chablis fut donnée par Charles le Chauve aux moines de l’Abbaye Saint-Martin de Tours en fuite devant les Normands en 867. Le Prieuré Saint-Cosme de Tours et le prieuré Saint-Cosme de Chablis sont donc historiquement liés.
"Ce prieuré, situé près de l'église Saint-Pierre (désormais au centre du cimetière communal), dédié à saint Cosme et saint Damien, était habité par des chanoines réguliers de l'ordre de Saint-Augustin. On ignore en quel temps et par qui il fut fondé. Il était à la collation du prieur du Prieuré Saint-Cosme de Tours, dernière demeure de Pierre de Ronsard en Touraine. Il était encore conventuel en 1693, sous l'autorité d'un prieur claustral". 
Il fut occupé du début du XXe siècle jusqu'en 1971 par Antonin Bresson un vigneron chablisien, période dont subsiste un très rare pressoir à "cage d'écureuil" encore visible de nos jours sous un préau dans la cour. 
Puis revendu à la mort du vigneron à des restaurateurs événementiels locaux et producteurs de vin, il peut être loué pour des réceptions de plein air.
L'édifice est inscrit au titre des monuments historiques en 2002.